# Prêmio Hugo de Melhor História em Quadrinhos
O Prêmio Hugo é entregue anualmente pela World Science Fiction Society para a melhor realização em trabalhos de fantasia ou ficção científica do ano anterior. O prêmio é em homenagem a Hugo Gernsback, fundador da pioneira revista de ficção científica Amazing Stories, e já foi oficialmente conhecido como Science Fiction Achievement Award. Ele já foi descrito como "uma boa vitrine para ficção especulativa" e "o mais conhecido prêmio literário para trabalhos de ficção científica". O Prêmio Hugo de Melhor História em Quadrinhos é entregue anualmente para histórias de fantasia ou ficção científica contadas na forma de quadrinhos e publicada em inglês ou traduzidas para o inglês no ano anterior. O Prêmio Hugo de Melhor História em Quadrinhos é entregue anualmente desde 2009. Começou com o requerimento que a categoria poderia apenas continuar como um prêmio oficial se aprovada novamente pela World Science Fiction Society após aquele ano. Ela foi, e foi novamente entregue em 2010; ela precisará ser ratificada novamente depois dos prêmios de 2012 para poder continuar.

## Histórico e formato
Os indicados e vencedores são escolhidos pelos membros atendentes ou apoiadores da anual World Science Fiction Convention (Worldcon) e a apresentação dos vencedores constitui o evento central. O processo de seleção é definido na World Science Fiction Society Constitution como uma votação preferencial com cinco indicados, exceto nos casos de empate. Essas cinco histórias em quadrinhos na cédula de votação são as cinco mais votadas pelos membros naquele ano, com nenhum limite para o número de histórias que podem ser candidatadas. Candidaturas iniciais são feitas entre janeiro e março, enquanto a votação na cédula dos cinco indicados ocorre de abril até julho, sujeito a mudança dependendo de quando a Worldcon do ano é realizada. Worldcons geralmente são realizadas no começo de setembro, e ocorrem em cidades diferentes ao redor do mundo todo ano.
Nos três anos em que o prêmio esteve ativo, dezesseis trabalhos de dez séries foram indicadas. Girl Genius, escrito por Kaja e Phil Foglio, desenhado por Phil Foglio, e colorizado por Cheyenne Wright, venceu os três prêmios. As outras três séries que foram indicadas nos três anos são Fables, criada por Bill Willingham, e Schlock Mercenary, escrita e desenhada por Howard Tayler; nenhuma outra série foi indicada duas vezes. Depois da terceira vitória consecutiva, a equipe de Girl Genius anunciou que, para mostrar que a categoria era um "prêmio viável", eles recusariam uma indicação no ano seguinte (depois do que o prêmio estará em re-ratificação).

## Vencedores e indicados
| Ano  | Obra                                                                 | Autor (es)                                                                               | Editora (s)           | Indicados | Nota   |
| ---- | -------------------------------------------------------------------- | ---------------------------------------------------------------------------------------- | --------------------- | --- | ------ |
| 2009 | Girl Genius, Volume 8: Agatha Heterodyne and the Chapel of Bones     | Kaja Foglio (roteirista), Phil Foglio (roteirista, artista), Cheyenne Wright (colorista) | Airship Entertainment | - The Dresden Files: Welcome to the Jungle, por Jim Butcher (roteirista) e Ardian Syaf (artista). Publicado pela Del Rey Books/Dabel Brothers Productions - Fables: War and Pieces, por Bill Willingham (roteirista), Mark Buckingham (desenhista), Steve Leialoha (artista), Andrew Peopy (artista), Lee Loughridge (colorista) e Todd Klein (letrista). Publicado pela Vertigo Comics. - Schlock Mercenary: The Body Politic, por Howard Tayler (roteirista, artista). Publicado pela The Tayler Corporation - Serenity: Better Days, por Joss Whedon (roteirista), Brett Matthews (roteirista), Will Conrad (artista), Michelle Madsen (colorista), Jo Chen (capa). Publicado pela Dark Horse Comics - Y: The Last Man, Volume 10: Whys and Wherefores, por Brian K. Vaughan (roteirista), Pia Guerra (desenhista), Jose Marzan, Jr. (arte final). Publicado pela Vertigo Comics. | [ 8 ]  |
| 2010 | Girl Genius, Volume 9: Agatha Heterodyne and the Heirs of the Storm* | Kaja Foglio (roteirista), Phil Foglio (roteirista, artista), Cheyenne Wright (colorista) | Airship Entertainment | - Batman: Whatever Happened to the Caped Crusader?, por Neil Gaiman (roteirista), Andy Kubert (desenhista), Scott Williams (arte final). Publicado pela DC Comics. - Captain Britain and MI13. Volume 3: Vampire State, por Paul Cornell (roteirista), Leonard Kirk (desenhista), Mike Collins (desenhista), Adrian Alphona (desenhista), Ardian Syaf (desenhista). Publicado pela Marvel Comics. - Fables: The Dark Ages, por Bill Willingham (roteirista), Mark Buckingham (desenhista), Steve Leialoha (artista), Peter Gross (artista), Andrew Peopy (artista), Mike Allred (artista), David Hahn (artista), Lee Loughridge (colorista), Laura Allred (colorista), Todd Klein (letrista). Publicado pela Vertigo Comics. - Schlock Mercenary: The Longshoreman of the Apocalypse, por Howard Tayler (roteirista, artista). Publicado pela The Tayler Corporation.                | [ 9 ]  |
| 2011 | Girl Genius, Volume 10: Agatha Heterodyne and the Guardian Muse*     | Kaja Foglio (roteirista), Phil Foglio (roteirista, artista), Cheyenne Wright (colorista) | Airship Entertainment | - Fables: Witches, por Bill Willingham (roteirista), Mark Buckingham (artista). Publicado pela Vertigo. - Grandville Mon Amour, por Bryan Talbot (roteirista, artista). Publicado pela Dark Horse Comics. - Schlock Mercenary: Massively Parallel, por Howard Tayler (roteirista, artista). Publicado pela Hypernode. - The Unwritten, Volume 2: Inside Man, por Mike Carey (roteirista), Peter Gross (artista). Publicado pela Vertigo. | [ 10 ] |